# Cleora transversaria
Cleora transversaria är en fjärilsart som beskrevs av Arnold Pagenstecher 1907. Cleora transversaria ingår i släktet Cleora och familjen mätare. Inga underarter finns listade i Catalogue of Life.